# Чайка, Валерия Павловна
Вале́рия Па́вловна Ча́йка (род. 31 марта 1968) — российский экономист. Ректор Московской сельскохозяйственной академии имени К. А. Тимирязева (с сентября 2018 года по ноябрь 2019 года), кандидат технических наук, доктор экономических наук, доцент.

## Биография
В 1991 году окончила Московский государственный агроинженерный университет имени В. П. Горячкина по специальности «Профессиональное обучение». В 1991—2003 годах работала ассистентом на кафедре сельхозмашин. 21 января 1998 года защитила диссертацию «Обоснование параметров технологического процесса посадки рассады овощных культур» на соискание ученой степени кандидата технических наук и продолжила работу в качестве доцента кафедры сельхозмашин и доцента кафедры автоматизированных информационных технологий Ставропольской государственной сельскохозяйственной академии.
В 2003—2005 — в докторантуре Ставропольского государственного аграрного университета. В 2005—2017 — руководитель Высшей школы агробизнеса (МВА) Российского государственного аграрного университета — МСХА имени К. А. Тимирязева (Москва).
2011—2013 — проректор по бизнес-образованию Российского государственного аграрного университета — МСХА имени К. А. Тимирязева Москва.
В 2008 году защитила диссертацию на соискание ученой степени доктора экономических наук по теме «Устойчивое многофункциональное развитие сельских территорий: межотраслевые взаимодействия».
В 2010 году окончила Государственный университет управления, мастер делового администрирования. Проходила стажировки в университетах США и Нидерландов.
С 2017 года — профессор кафедры государственного и муниципального управления Московской сельскохозяйственной академии имени К. А. Тимирязева. Перечень преподаваемых дисциплин: стратегический менеджмент, стратегическое планирование, управление трудовыми ресурсами, управление человеческими ресурсами.
14 сентября 2018 года приказом заместителя министра сельского хозяйства РФ Дмитрия Сергеева была назначена временно исполняющей обязанности ректора РГАУ-МСХА имени К. А. Тимирязева.
27 мая 2019 года по итогам заседания аттестационной комиссии Министерства сельского хозяйства РФ приказом министра назначена на должность ректора Тимирязевской академии.
12 ноября 2019 года освобождена с должности ректора РГАУ-МСХА имени К. А. Тимирязева в связи с переходом на другую работу.